# Mario Magajna
Mario Magajna, tržaško-slovenski fotoreporter, * 12. oktober 1916, Križ, † 22. oktober 2007, Trst
Otroška leta je preživel v Križu, leta 1927 pa se je z družino preselil v Trst. Med letoma 1930 in 1939 je delal v laboratoriju tržaškega podjetja Fotoradiottica. Med drugo svetovno vojno je v tržaški bolnišnici fotografiral operacije in razvijal rentgenske plošče. Kot fotograf je bil vključen tudi v celico Osvobodilne fronte. Leta 1944 je fotografiral zavezniško bombardiranje Trsta, maja 1945 pa prihod jugoslovanskih partizanov v Trst. Takrat je začel sodelovati s Primorskim dnevnikom, kjer se je leto zatem zaposlil kot fotoreporter. Upokojil se je leta 1977, z dnevnikom pa je sodeloval vse do leta 1993. 
Magajna je prvič razstavljal v Trstu leta 1951, v Galeriji Scorpione, ki jo je vodil Lojze Spacal. Razstavljal pa je tudi v Vidmu, Melbournu, Novem Mestu in Ljubljani. 

## Odlikovanja in nagrade
Leta 1983 je prejel nagrado za življenjsko delo Društva novinarjev Slovenije. Leta 1990 je prejel red viteza za zasluge Republike Italije. Leta 2002 je prejel častni znak svobode Republike Slovenije z naslednjo utemeljitvijo: »za dolgoletno fotoreportersko delo, pomembno za slovensko narodno skupnost v Italiji«. 